# Disterigma bracteatum
Disterigma bracteatum är en ljungväxtart som beskrevs av Luteyn. Disterigma bracteatum ingår i släktet Disterigma och familjen ljungväxter. Inga underarter finns listade i Catalogue of Life.